# Belladonna of Sadness
Belladonna of Sadness (哀しみのベラドンナ, Kanashimi no Belladonna, ook gekend als La Sorciere, Tragedy of Belladonna en Belladonna) is een Japanse animatiefilm voor volwassenen uit 1973. De regie is van Eiichi Yamamoto. Deze film maakt deel uit van Mushi Production's Animerama, een reeks films voor een volwassen publiek. Het verhaal gaat over Joanne, een boerenvrouw die na haar verkrachting wordt beschuldigd van hekserij. De film staat bekend voor zijn erotische, gewelddadige en psychedelische beelden.

## Verhaal
Jeanne en Jean zijn net gelukkig getrouwd in een boerendorpje in middeleeuws Frankrijk. Jeanne wordt op haar huwelijksnacht verkracht door de lokale landheer. Wanneer ze angstig en pijn lijdend terug thuiskomt, troost Jean haar en stelt hij voor om alles te vergeten. Jeanne begint echter visioenen te zien van een fallische geest die haar aanmoedigt om wraak te nemen op de baron. Ondertussen vergaart het koppel een mooi inkomen desondanks dat er hongersnood heerst en dat de baron de belastingen verhoogt om de oorlog te bekostigen. Jean wordt aangesteld als belastinginner. De baron amputeert zijn hand als straf omdat Jean niet genoeg geld kon innen van het dorp. Na een volgend bezoek van de geest, gaat Jeanne een lening aan en neemt ze hetzelfde beroep als haar echtgenoot op. Ze groeit uit tot de onofficiële machthebber over het dorp.
De vrouw van de baron wordt jaloers op het respect en de bewondering die Jeanne geniet in het dorp. Zij noemt haar een heks en bant haar uit het dorp. Jeanne probeert terug te keren naar het huis dat ze deelt met Jean, maar Jean weigert de deur te openen. Jeanne vlucht het bos in. Aldaar sluit ze een pact met de geest, die de Duivel blijkt te zijn. Hij biedt Jeanne magische krachten aan. Jeanne keert terug naar het dorp, maar ontdekt dat de builenpest er heerst. Jeanne gebruikt haar krachten om de ziekte te genezen. De dorpelingen respecteren haar opnieuw. Jeanne organiseert orgieën voor hen. Een loopjongen die verliefd is op de barones vraagt Jeanne hem te helpen haar te verleiden. Jeanne geeft hem en liefdesdrank. Wanneer de baron zijn vrouw en haar nieuwe minnaar samen ontdekt, vermoordt hij hen beiden.
Verontrust door Jeanne's krachten stuurt de baron Jean om haar uit te nodigen voor een ontmoeting. Jeanne accepteert het aanbod. Als dank voor het genezen van de pest, biedt de baron Jeanne aan om haar de tweede hoogste nobele van het land te maken. Jeanne weigert en zegt dat ze over de hele wereld wil heersen. De baron stuurt Jeanne naar de brandstapel. Omdat zij echter verbrand werd met haar trots intact, leeft haar ziel voort nadat haar lichaam sterft. Alle gezichten van de toeschouwers van haar dood veranderen in het hare. Jaren later helpt Jeanne's geest om de Franse Revolutie te starten.

## Stemacteurs
| Acteur            | Personage           |
| ----------------- | ------------------- |
| Aiko Nagayama     | Jeanne              |
| Katsutaka Ito     | Jean                |
| Tatsuya Tashiro   | de Heks             |
| Tatsuya Nakadai   | de Duivel           |
| Masaya Takahashi  | Heer                |
| Shigaku Shimegi   | Dame                |
| Masakane Yonekura | katholieke priester |
| Chinatsu Nakayama | verteller           |

## Productie en uitgave
Belladonna of Sadness werd geregisseerd en deels geschreven door Eiichi Yamamoto. Het verhaal was geïnspireerd door Jules Michelet's non-fictie book La Sorcière. De film vormt het derde en laatste deel van de Animerama trilogie. Het is de enige van de drie die niet geschreven of geregisseerd werd door Osamu Tezuka. Hoewel de andere twee films (Cleopatra en Senya Ichiya Monogatari) komisch van aard waren, is Belladonna eerder serieus van toon. De stijl van de film toont invloeden van Westerse kunstenaars zoals Gustav Klimt en Harry Clarke. Mushi Production werkte aan de film van 1967 tot en met 1973. De film faalde op commercieel vlak en was deels verantwoordelijk voor het faillissement van de studio. De film werd ingestuurd naar het 23ste Internationaal filmfestival van Berlijn.
De film werd uitgegeven in Europa en Japan en kende een klein aantal screenings in de Verenigde Staten in 2009. In mei 2016 werd hij digitaal gerestaureerd en opnieuw uitgebracht.